# 国立宜蘭大学
国立宜蘭大学（こくりつぎらんだいがく、繁: 國立宜蘭大學、英: National Ilan University）は、台湾省宜蘭県宜蘭市神農路一段1番に本部を置く中華民国の国立大学。1926年創立、2003年大学設置。

## 概観

### 大学全体
宜蘭大学は日本統治時代に台湾東部での農業指導者育成を目的に設立された宜蘭農林学校を前身とし、2003年に大学に昇格し、現在の校名となった。
現在では工学、電機情報、生物資源、人文管理など4つの学部、15の学科、18の大学院研究科を有す総合大学へ転身中である。

### 建学の精神
宜蘭大学の建学の精神は「篤学力行、敬業楽群」となっている。
宜蘭農林学校時代の建校の精神は「國體ノ尊嚴ナル所以ヲ辨ヘ教育敕語ノ聖旨ヲ奉體シ各其本分ヲ盡スベシ、明ルク正シク强ク活キ奉公獻身ヲ旨トスベシ、職業ニ貴賤ナシ各自ノ天職ヲ樂シミ拮据勵精スベシ、禮節ヲ尚ビ廉恥ヲ重ンヅ輕躁卑劣ノ行有ルベカラズ、和衷共同以テ共存共榮ヲ圖リ私利ニ奔ルベカラズ」であり、中国語の意味は「明辨國體尊嚴，奉行聖上頒賜教育敕語之昭示，克盡皇國臣民之本分，開朗、正直、強壯、活潑，以獻身從公為宗旨，職業無分貴賤，敬業樂群、勵精圖治，尚禮節、重廉恥，不可有輕率卑劣之行為，團結一致、共存共榮，不汲汲於私利之追求」である。
1946年から1978年の各校の統一の建校の精神は「禮、義、廉、恥」
1979年から1988年の建校の精神は「勤、信、儉、樸」
1989年から現在の建校の精神は「篤学力行、敬業楽群」

## 歴史

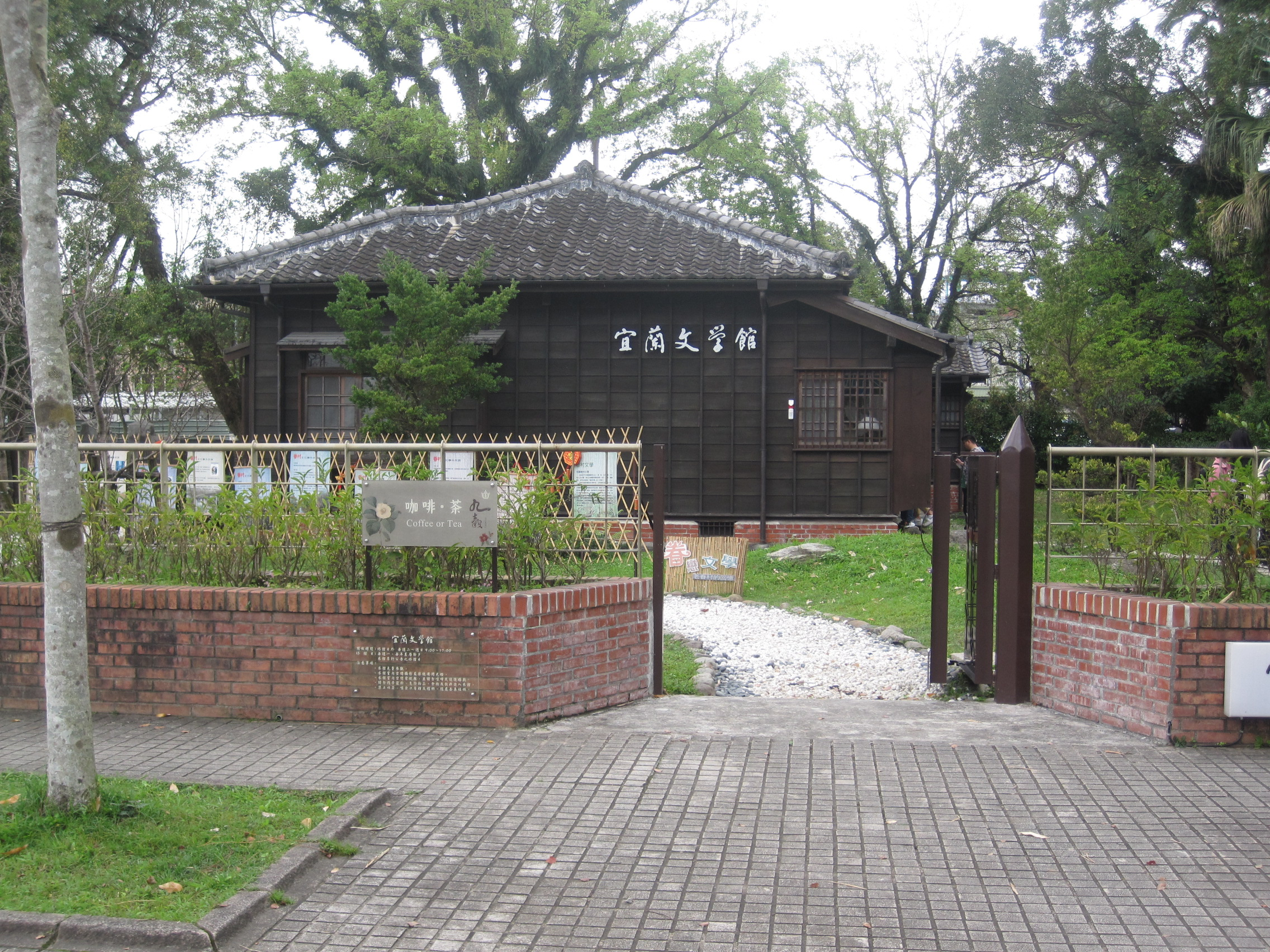
旧宜蘭農林学校校長宿舍

日本統治時代の1926年5月12日に、台湾台北州宜蘭郡宜蘭街金六結字七結30番地の旧制実業学校として設立される。当初は「台北州立宜蘭農林学校」と称した。5年制の農芸科、森林科を設置。
1945年に日本の敗戦に伴い中華民国政府に接収が行われると1946年1月に「台湾省立宜蘭農業職業学校」と改称された。修業年限は高級と初級で各3年。1948年8月に農産製造科、園芸科を設置。1950年8月に畜牧獣医科を設置。1956年7月3日に「示範農学校」に選ばれる。1957年に「農芸科」が「総合農学科」と改称された。1959年に農業機械科を設置。1962年に農村家事科を設置。
1967年8月に「台湾省立宜蘭農工職業学校」と改称された。電気工学科、機械工学科を設置。1969年8月に「台湾省立宜蘭高級農工職業学校」と改称された。1970年に測量科を設置。1971年に電子修護科、家具木工科を設置。「総合農学科」が「農芸科」と改称された。1974年に「農芸科」と「園芸科」と合併し「農業経営科」と改称された。「農産製造科」が「食品加工科」と改称された。「測量科」が「土木測量科」と改称された。1975年に化学工学科を設置。1976年に「農業経営科」が「農場経営科」と改称された。
1988年7月1日に学校が昇格し、「国立宜蘭農工専科学校」と改称された。5年制と2年制の課程を設置。1992年に2年制の夜間部を設置。1998年7月1日に学校が再び昇格し、「国立宜蘭技術学院」と改称された。2003年8月1日に「国立宜蘭大学」と改称された。
| 年     | 月日 | 事跡                                   |
| ------ | ---- | -------------------------------------- |
| 1926年 | -    | 「台北州立宜蘭農林学校」として開校     |
| 1945年 | -    | 「台湾省立宜蘭農業職業学校」と改称     |
| 1967年 | -    | 「台湾省立宜蘭農工職業学校」と改称     |
| 1969年 | -    | 「台湾省立宜蘭高級農工職業学校」と改称 |
| 1988年 | -    | 「国立宜蘭農工専科学校」と改称         |
| 1998年 | -    | 「国立宜蘭技術学院」と改称             |
| 2003年 | -    | 「国立宜蘭大学」と改称                 |

## 基礎データ

### 所在地
- 本部キャンパス（宜蘭県宜蘭市神農路一段1）
- 五結キャンパス（宜蘭県五結郷成興村利寶路50）
- 城南キャンパス（宜蘭県宜蘭市）

### 学章
宜蘭大学の学章は、目のイメージ伝達を通じて国際視野を広げ、国際的に情報知識の良好な相互交流と交流を確立する。 目の周りの青い回転パターンは、国際交流の完全な青写真を表している。回転するイメージを通じて勇敢に革新し、後れを取らないという考えを表現する。 瞳孔の青い色は、蘭陽平原の果てしない蒼キュウを意味し、蘭陽学子の無限の生命力と創造力を象徴し、学校の多元的で斬新な教学理念を代表している。 太平洋の波浪のイメージにより、宜蘭の英字で始まる「i」の字を組み合わせて、「人文」と「人」の豊かな底辺を持ち出す。

## 組織
| 工学部 College of Engineering | ■土木工学科（学士課程、修士課程）         | ■環境工学科（学士課程、修士課程）           |
| 工学部 College of Engineering | ■機械及び機電工学科（学士課程、修士課程） | ■化学工学と材料工学科（学士課程、修士課程） |
| 工学部 College of Engineering | ■建築と永續規劃大学院研究科（修士課程）   | ■環境技術学程修士在職專門課程               |

| 電機情報学部 College of Electrical Engineering and Computer Science | ■電機工学科（学士課程、修士課程） | ■電子工学科（学士課程、修士課程） |
| 電機情報学部 College of Electrical Engineering and Computer Science | ■情報工学科（学士課程、修士課程） | ■デジタル学習修士在職專門課程     |
| 電機情報学部 College of Electrical Engineering and Computer Science | ■電機情報学部修士在職專門課程     | —                                 |

| 生物資源学部 College of Bioredources | ■園芸学科（学士課程、修士課程）                                                                                                 | ■食品科学科（学士課程、修士課程）           |
| 生物資源学部 College of Bioredources | ■生物機電工学科（学士課程、修士課程）                                                                                           | ■森林及び自然資源学科（学士課程、修士課程） |
| 生物資源学部 College of Bioredources | ■バイオテクノロジーと動物科学科（学士課程、バイオテクノロジー修士課程、動物科学修士課程、バイオテクノロジーと動物科学博士課程） | ■生物資源学部原住民專門課程                 |
| 生物資源学部 College of Bioredources | ■生物資源学部修士在職專門課程                                                                                                   | ■無人機応用及び智慧農業修士学位学程         |

| 人文管理学部 College of Humanities and Management | ■外国語文学科（学士課程、国際ビジネスコミュニケーション修士課程） | ■応用経済及び管理学科（学士課程、応用経済学修士課程、経営管理学修士課程） |
| 人文管理学部 College of Humanities and Management | ■休閒產業と健康促進学科（学士課程、運動と健康管理修士課程）       | ■高階経営管理修士在職專門課程（EMBA）                                     |
| 人文管理学部 College of Humanities and Management | ■智慧休閒農業進修学士学位学程                                     |                                                                           |

## 教員

### 歴代校長・学長

#### 前身歴代校長
| 代                       | 氏名                 | 任期                          |
| 台北州立宜蘭農林学校     | 台北州立宜蘭農林学校 | 台北州立宜蘭農林学校          |
| ------------------------ | -------------------- | ----------------------------- |
| 初代                     | 柳川鑑蔵             | 1926年4月21日 - 1932年3月30日 |
| 第2代                    | 西崎茂               | 1932年7月15日 - 1938年4月1日  |
| 第3代                    | 深谷留三             | 1938年4月1日 - 1941年4月19日  |
| 第4代                    | 澤田義               | 1941年4月19日 - 1945年12月    |
| 台湾省立宜蘭農業職業学校 |                      |                               |
| 初代                     | 汪桂芳               | 1946年1月 - 1946年9月         |
| 第2代                    | 陳霖蒼               | 1946年9月 - 1947年2月         |
| 第3代                    | 馮慰農               | 1947年3月 -- 1950年1月        |
| 第4代                    | 王志鵠               | 1950年2月 -- 1954年8月1日     |
| 第5代                    | 王念烈               | 1954年8月26日 - 1956年7月18日 |
| 第6代                    | 澎家瑞               | 1956年7月 - 1966年1月         |
| 第7代                    | 成天驥               | 1966年2月 - 1967年7月22日     |
| 台湾省立宜蘭農工職業学校 |                      |                               |
| 初代                     | 朱有壬               | 1967年7月22日 - 1973年3月     |
| 第2代                    | 李建民               | 1973年4月 - 1974年7月         |
| 第3代                    | 戴華                 | 1974年8月 - 1979年2月         |
| 第4代                    | 厳太煃               | 1979年2月 - 1983年8月         |
| 第5代                    | 于廷文               | 1983年8月 - 1988年7月         |
| 国立宜蘭農工専科学校     |                      |                               |
| 初代                     | 曹以松               | 1988年7月 - 1997年6月21日     |
| 第2代                    | 劉瑞生               | 1997年7月25日 - 1998年6月30日 |
| 国立宜蘭技術学院         |                      |                               |
| 初代                     | 劉瑞生               | 1998年7月01日 - 2003年7月31日 |

#### 宜蘭大学歴代学長
| 代    | 氏名   | 任期                          |
| ----- | ------ | ----------------------------- |
| 初代  | 劉瑞生 | 2003年8月1日 - 2006年7月31日  |
| 第2代 | 江彰吉 | 2006年8月1日 - 2010年7月31日  |
| 第3代 | 趙涵捷 | 2010年8月1日 - 2014年7月31日  |
| 第4代 | 趙涵捷 | 2014年8月1日 - 2016年1月19日  |
| 代理  | 吳柏青 | 2016年1月19日 - 2016年3月31日 |
| 代理  | 陳威戎 | 2016年4月1日 - 2016年7月31日  |
| 第5代 | 吳柏青 | 2016年8月1日 - 2020年7月31日  |
| 第6代 | 吳柏青 | 2020年8月1日 - 2024年7月31日  |
| 第7代 | 陳威戎 | 2024年8月1日 - 現在           |